# 伊德納烏
伊德納烏是非洲中西部國家喀麥隆的城鎮，由西南省負責管轄，位於喀麥隆火山以西的河口處，毗鄰與尼日利亞接壤的邊境，海拔高度80米，鎮內有小漁港和種植棕櫚樹，人口約15,000。
4°14′N 8°59′E / 4.233°N 8.983°E